# Hattrick
Pour les articles homonymes, voir Coup du chapeau.
 (août 2017).
 (août 2017).
Hattrick (HT) est un jeu en ligne massivement multijoueur de gestion d'équipes de football, créé le 30 août 1997 par des Suédois.
Gratuit, ce jeu de management compte début juin 2013 un peu plus de 500 000 entraîneurs actifs à travers le monde, dont moins de 20 000 en France. Il nécessite un ordinateur connecté à l'Internet et un navigateur web pour fonctionner. Le jeu existe dans sa forme actuelle depuis 2000. En Juillet  2019, il entame sa  72ème saison (chaque saison s'étalant sur 16 semaines).
Après avoir atteint le million en février 2009, le nombre de joueurs baisse régulièrement. L'un des signes de ce déclin est la disparition des divisions 9, 8 et 7 , française, le nombre d'équipes étant insuffisant. Hattrick souffre de la concurrence de plus en plus féroce de nouveaux jeux du même type, comme PowerPlay Manager, jeu qui permet de créer une équipe dans plusieurs sports, dont le football. Parmi les critiques les plus récurrentes, le design du jeu, jugé vieillissant, des nouvelles fonctionnalités pas toujours judicieuses (comme l'achat de crédits pour donner des surnoms à ses joueurs), et le prix de plus en plus élevé du pack supporter.
Depuis 2020 Hattrick a renouvelé une bonne partie de son design et le nombre d'utilisateurs semble ainsi stagner aux alentours des 250 000 joueurs actifs.
Le nom du jeu vient de l'expression hat-trick en français : « coup du chapeau », qui consiste pour un joueur à marquer trois buts dans le même match.

## Principe du jeu
Le jeu est centré sur la gestion d'un club de football. La relative simplicité de ce jeu fait qu'il s'adresse à un large public, jeune comme âgé. Une heure par semaine est censée suffire pour y jouer.
Le joueur débute avec un stade, un budget et un effectif de joueurs. À lui de faire monter son club dans les échelons des différentes divisions (la division la plus haute s'appelle en France le Championnat) ou de remporter la coupe nationale. Pour cela, il faudra savoir manier feuilles de matchs, schémas d'entraînements, transferts, gestion du stade, etc.
Chaque saison, un sélectionneur A et/ou U20 est élu, son mandat dure 2 saisons avec pendant la première saison les qualifications à la CDM et en milieu de seconde saison la CDM (Coupe du monde) avec 4 tours pour commencer la compétition avec des groupes, des demi-finales et une finale, il n'y a pas de finale pour le bronze.
La tactique et la stratégie de développement jouent un rôle important, et permettent de départager les meilleurs. La tactique correspond aux ordres passés à l'équipe avant un match. De l'adéquation de la tactique d'une équipe à celle de l'adversaire dépend souvent l'issue d'un match. Hattrick étant un jeu de stratégie qui ne prend jamais fin, une stratégie définie sur le long terme permettra plus sûrement d'atteindre les sommets...
Une bonne connaissance du football n'est pas nécessaire pour apprécier le jeu, qui est davantage porté sur la gestion. Des forums internes permettent d'aider les débutants et de maintenir une bonne ambiance au sein de la communauté des joueurs. Des fédérations regroupent les joueurs ayant des points communs (origine régionale, type d'entraînement, affinités en dehors du jeu, etc.) Cette communication entre les joueurs est réputée comme l'un des principaux points forts du jeu.
De nombreux logiciels comme Hattrick Organizer, développés par des joueurs, peuvent aider à la prise de décision et à la gestion de votre équipe.

## Compétitions

### Compétitions nationales

#### Championnat de France
Le format des championnats nationaux est pyramidal. La totalité des 35 496 équipes françaises sont réparties en huit divisions. La première division, appelée Championnat, est composée d'une seule poule de huit équipes. Le schéma de répartition des équipes est le suivant :
- D1 : 1 poule (Championnat)
- D2 : 4 poules (II.1, II.2, II.3, II.4)
- D3 : 16 poules (III.1, III.2, ..., III.16)
- D4 : 64 poules (IV.1, IV.2, ..., IV.64)
- D5 : 256 poules (V.1, V.2, ..., V.256)
- D6 : 1024 poules (VI.1, VI.2, ..., VI.1024)

La règle de calcul est la suivante : entre les divisions I à VI, le nombre de poules est multiplié par 4 par niveau ; à partir de la division VII et jusqu'aux divisions inférieures, le nombre de poules est multiplié par 2 en descendant des niveaux impairs.
Palmarès
| Saison | 1                              | Pts | 2                              | Pts | 3                                  | Pts | Meilleur buteur                                                                    | Nationalité                            | Club                                                                        | Nombre de buts    |
| ------ | ------------------------------ | --- | ------------------------------ | --- | ---------------------------------- | --- | ---------------------------------------------------------------------------------- | -------------------------------------- | --------------------------------------------------------------------------- | ----------------- |
| 11     | Lyon                           | 37  | Bourgogne                      | 31  | Lille                              | 27  | Données inconnues                                                                  | Données inconnues                      | Données inconnues                                                           | Données inconnues |
| 12     | Pays-de-la-Loire               | 30  | Auvergne                       | 28  | Lyon                               | 26  | Données inconnues                                                                  | Données inconnues                      | Données inconnues                                                           | Données inconnues |
| 13     | Lyon                           | 36  | Pays-de-la-Loire               | 31  | Rennes                             | 26  | Données inconnues                                                                  | Données inconnues                      | Données inconnues                                                           | Données inconnues |
| 14     | Paris et vivan                 | 35  | Lyon                           | 27  | Pays-de-la-Loire                   | 25  | Données inconnues                                                                  | Données inconnues                      | Données inconnues                                                           | Données inconnues |
| 15     | Lyon Bad Boys                  | 37  | Paris et vivan                 | 31  | Cats Love Whisky FC                | 25  | Données inconnues                                                                  | Données inconnues                      | Données inconnues                                                           | Données inconnues |
| 16     | Paris et vivan                 | 35  | Sollet FK                      | 29  | AJ Auxerre                         | 28  | Données inconnues                                                                  | Données inconnues                      | Données inconnues                                                           | Données inconnues |
| 17     | FC Barentin                    | 28  | Sollet FK                      | 28  | Clippers                           | 26  | Données inconnues                                                                  | Données inconnues                      | Données inconnues                                                           | Données inconnues |
| 18     | Sollet FK                      | 37  | Nappes Xcutors                 | 31  | FC Barentin                        | 29  | Données inconnues                                                                  | Données inconnues                      | Données inconnues                                                           | Données inconnues |
| 19     | Nappes Xcutors                 | 30  | AJ Auxerre                     | 28  | Paris et vivan                     | 27  | Dhilan Savariraj                                                                   | Inde                                   | Nappes Xcutors                                                              | 11                |
| 20     | FC Barentin                    | 31  | Nappes Xcutors                 | 28  | Tetef Team                         | 23  | Tomas Stigskär Mårten Forsflod                                                     | Suède                                  | Paris et vivan Nappes Xcutors                                               | 13                |
| 21     | Nappes Xcutors                 | 37  | Soisy Stars                    | 24  | Tetef Team                         | 23  | Björn Håkansson                                                                    | Suède                                  | Clippers                                                                    | 14                |
| 22     | AJ Auxerre                     | 36  | Nappes Xcutors                 | 35  | FC Barentin                        | 21  | Christian Svensson                                                                 | Suède                                  | AJ Auxerre                                                                  | 16                |
| 23     | FC Barentin                    | 35  | Clippers                       | 28  | Tetef Team                         | 24  | Fred Hauser                                                                        | États-Unis                             | Clippers                                                                    | 16                |
| 24     | AJ Auxerre                     | 33  | Tetef Team                     | 29  | FC Barentin                        | 21  | Christian Svensson Tor Bredtorp Rune Bille                                         | Suède Danemark                         | AJ Auxerre FC Barentin                                                      | 13                |
| 25     | FC Barentin                    | 31  | Soisy Stars                    | 29  | Clippers                           | 28  | José Antonio Gomez Montoro                                                         | Espagne                                | FC Barentin                                                                 | 23                |
| 26     | FC Barentin                    | 32  | Clippers                       | 26  | Les Mousquetaires                  | 25  | José Antonio Gomez Montoro                                                         | Espagne                                | FC Barentin                                                                 | 17                |
| 27     | FC Barentin                    | 34  | Hecken FC                      | 29  | Tof FC                             | 28  | Vassilis Armutidis                                                                 | Grèce                                  | Tetem Team                                                                  | 12                |
| 28     | FC Barentin                    | 34  | Tetef Team                     | 23  | Hecken FC                          | 21  | Manfred Neubauer                                                                   | Autriche                               | beppowaaaar                                                                 | 15                |
| 29     | beppowaaaar                    | 36  | Tetef Team                     | 36  | sherwood squad                     | 28  | Karl-Magnus Rundsjö                                                                | Suède                                  | beppowaaaar                                                                 | 14                |
| 30     | Nizza                          | 33  | sherwood squad                 | 32  | beppowaaaar                        | 27  | Roland Barbier                                                                     | France                                 | sherwood squad                                                              | 19                |
| 31     | Tetef Team                     | 30  | FC azazel                      | 29  | Tochteam FC                        | 24  | Karl-Magnus Rundsjö                                                                | Suède                                  | beppowaaaar                                                                 | 12                |
| 32     | [gdx anarchitecture]           | 29  | Tochteam FC                    | 27  | Scarpone Squadron                  | 25  | Adrian Kryszkiewicz                                                                | Pologne                                | Stiinta Craiova                                                             | 13                |
| 33     | Kastelin                       | 33  | Tochteam FC                    | 32  | Arcopodi                           | 32  | Jamal Aziz                                                                         | France                                 | Kastelin                                                                    | 15                |
| 34     | Kastelin                       | 34  | Tochteam FC                    | 20  | WXKYLERS_2031                      | 20  | Christof Rederer Vassili Berrebi                                                   | Suisse France                          | oxy's team Les Charlatans                                                   | 10                |
| 35     | Kastelin                       | 30  | Real Pnar                      | 27  | FC Bibi                            | 25  | Jamal Aziz                                                                         | France                                 | Kastelin                                                                    | 19                |
| 36     | Kastelin                       | 34  | RC Lens                        | 33  | ASR chez nounou                    | 29  | Geoffrey Podevin                                                                   | France                                 | ASR chez nounou                                                             | 16                |
| 37     | Real Pnar                      | 30  | Kastelin                       | 28  | RC Lens                            | 23  | Karl Sjölind                                                                       | Suède                                  | RC Lens                                                                     | 19                |
| 38     | Kastelin                       | 37  | Real Pnar                      | 30  | FC Bibi                            | 20  | Roger Rabesata Florian Poirier Philippe Bize                                       | France                                 | Real Pnar Kastelin                                                          | 14                |
| 39     | Real Pnar                      | 34  | WXKYLERS_2031                  | 23  | FC Bibi                            | 23  | Roger Rabesata                                                                     | France                                 | Real Pnar                                                                   | 11                |
| 40     | Real Pnar                      | 29  | Aliga d'Oc                     | 28  | Figgest City                       | 26  | Gwen Tribouillard                                                                  | France                                 | Aliga d'Oc                                                                  | 11                |
| 41     | Real Pnar                      | 33  | Aliga d'Oc                     | 32  | FC Tourville                       | 25  | Corentin Gerbaud                                                                   | France                                 | FC Tourville                                                                | 10                |
| 42     | Figgest City                   | 27  | FC Tourville                   | 23  | Aliga d'Oc                         | 23  | Alain Decaen Romain Giraud Bobbie Roosen                                           | France Pays-Bas                        | Marguerite FC Figgest City FC Tourville                                     | 7                 |
| 43     | FC Tourville                   | 32  | ATAC                           | 29  | Feyzin Lapin Club                  | 28  | Franz Reher William van Woensel Benjamin Marcon                                    | Allemagne Pays-Bas France              | FC Tourville ATAC Feyzin Lapin Club                                         | 8                 |
| 44     | FC Tourville                   | 33  | trollac                        | 32  | ATAC                               | 30  | Attila Dudás Tommi Isotalo                                                         | Roumanie Finlande                      | ATAC Bordeaux FC Team                                                       | 10                |
| 45     | ATAC                           | 37  | trollac                        | 26  | FC Paris13                         | 26  | William van Woensel                                                                | Pays-Bas                               | ATAC                                                                        | 14                |
| 46     | FC Tourville                   | 35  | Bordeaux FC Team               | 27  | trollac                            | 26  | Ivan Damjanić                                                                      | Allemagne                              | Bordeaux FC Team                                                            | 14                |
| 47     | SammieTeam                     | 29  | FC Tourville                   | 28  | ENS ReVenGe-                       | 28  | David Wiggers                                                                      | Pays-Bas                               | SammieTeam                                                                  | 19                |
| 48     | Kerichteam Bib's               | 34  | FC Tourville                   | 23  | SammieTeam                         | 23  | Serge Ribeiro Padraig O'Neill Golan Etgar                                          | France Irlande Israël                  | ENS ReVenGe- FC Ryuusei                                                     | 9                 |
| 49     | Kerichteam Bib's               | 26  | OmyTeam                        | 25  | ENS ReVenGe-                       | 23  | Serge Ribeiro                                                                      | France                                 | ENS ReVenGe-                                                                | 8                 |
| 50     | RC Vinzos                      | 26  | Kerichteam Bib's               | 24  | SammieTeam                         | 24  | Olivier Bettencourt                                                                | France                                 | ENS ReVenGe-                                                                | 8                 |
| 51     | SammieTeam                     | 35  | RC Vinzos                      | 32  | Espérance Paris 19e                | 23  | Piotr Nakonieczny                                                                  | Belgique                               | Espérance Paris 19e                                                         | 14                |
| 52     | Kerichteam Bib's               | 28  | GatPact                        | 26  | RC Vinzos                          | 25  | Taha Baji                                                                          | France                                 | GatPact                                                                     | 12                |
| 53     | RC Vinzos                      | 27  | SammieTeam                     | 27  | Kerichteam Bib's                   | 27  | Lucas Fontaine                                                                     | Canada                                 | SammieTeam                                                                  | 11                |
| 54     | Bellesfeuilles                 | 31  | RC Vinzos                      | 22  | Caliente Team                      | 21  | Daniel Cărbunaru                                                                   | Moldavie                               | F.C Lias 32                                                                 | 9                 |
| 55     | OMTP                           | 29  | Caliente Team                  | 27  | RC Vinzos                          | 25  | Ferdinand Proust                                                                   | France                                 | Aliga d'Oc                                                                  | 9                 |
| 56     | BoCa JuNiOrS                   | 27  | Bellesfeuilles                 | 22  | OMTP                               | 22  | Pierre-Laurent Vanhuffel                                                           | Belgique                               | OMTP                                                                        | 10                |
| 57     | Caliente Team                  | 25  | Bellesfeuilles                 | 25  | BoCa JuNiOrS                       | 23  | Doo-Ho Choi                                                                        | Corée du Sud                           | Caliente Team                                                               | 9                 |
| 58     | Caliente Team                  | 29  | BoCa JuNiOrS                   | 29  | Bellesfeuilles                     | 23  | Aimen Laribi                                                                       | Algérie                                | OMTP                                                                        | 11                |
| 59     | Bellesfeuilles                 | 27  | Les Ventrators                 | 23  | *DreamTeam69*                      | 20  | Gaetan Bulcaen Kuuti Näkki                                                         | Belgique Finlande                      | *DreamTeam69* Bellesfeuilles                                                | 9                 |
| 60     | *DreamTeam69*                  | 28  | Les Ventrators                 | 22  | 11 chèvres du marais poitevin...   | 22  | Maher Jemmali Melker Knutsson David Bidaurrazaga                                   | France Suède Espagne                   | Caliente Team 11 chèvres du marais poitevin... Les Ventrators               | 9                 |
| 61     | el Gringo team                 | 25  | US Orléans                     | 24  | Teletubbies Floodball Club         | 23  | Tom Souton                                                                         | France                                 | el Gringo team                                                              | 12                |
| 62     | Teletubbies Floodball Club     | 26  | US Orléans                     | 25  | Caliente Team                      | 23  | Maher Jemmali                                                                      | France                                 | Caliente Team                                                               | 13                |
| 63     | trollac                        | 29  | Bellesfeuilles                 | 29  | Caliente Team                      | 23  | Ott Look                                                                           | Estonie                                | Caliente Team                                                               | 10                |
| 64     | bilk fc                        | 29  | Bellesfeuilles                 | 27  | spanish company                    | 25  | Eduard Kliment                                                                     | République tchèque                     | Bellesfeuilles                                                              | 11                |
| 65     | RC Béthune                     | 29  | S.P.K.                         | 27  | Draco Cularo                       | 23  | Shlomo Golan Rainer Valvik Krisztian Bereznay                                      | Israël Finlande Roumanie               | Bellesfeuilles Teletubbies Floodball Club                                   | 8                 |
| 66     | S.P.K.                         | 34  | bilk fc                        | 24  | OmyTeam                            | 19  | Pierre Morelle                                                                     | France                                 | Draco Cularo                                                                | 10                |
| 67     | FC Alexandretta                | 26  | bilk fc                        | 23  | OmyTeam                            | 23  | Rodger Lansing                                                                     | Angleterre                             | bilk fc                                                                     | 13                |
| 68     | bilk fc                        | 29  | malherbenski                   | 24  | OmyTeam                            | 22  | Rodger Lansing                                                                     | Angleterre                             | bilk fc                                                                     | 12                |
| 69     | spanish company                | 34  | Intrepide Angers               | 30  | Medved                             | 25  | Pierre Coignard Fei Zongen Rodger Lansing Ray Eames Marko Terrisse Valfredo Javali | France Chine Angleterre Espagne Italie | Medved spanish company bilk fc spanish company malherbenski spanish company | 8                 |
| 70     | Les chats noars d'Ankh-Morpork | 30  | Les Canons                     | 28  | Intrepide Angers                   | 27  | Joël Maillet Menelaos Kounoupis                                                    | France Grèce                           | FK Etoile Bleue Alsace spanish company                                      | 6                 |
| 71     | Les chats noars d'Ankh-Morpork | 32  | Intrepide Angers               | 30  | bilk fc                            | 20  | Michael Grima                                                                      | Malte                                  | Les chats noars d'Ankh-Morpork                                              | 10                |
| 72     | spanish company                | 28  | Les chats noars d'Ankh-Morpork | 25  | Gobelins                           | 20  | Semai Göknel                                                                       | Turquie                                | spanish company                                                             | 13                |
| 73     | BeatMeDonk                     | 30  | Gobelins                       | 27  | football club niederschaeffolsheim | 22  | Jérôme Barbier                                                                     | France                                 | football club niederschaeffolsheim                                          | 12                |
| 74     | lauaime                        | 28  | Les Ventrators                 | 28  | Gobelins                           | 25  | Cédric Salager                                                                     | France                                 | Les Ventrators                                                              | 9                 |
| 75     | Les Ventrators                 | 33  | Olympisme de Marseille         | 30  | AS Bellegarde                      | 27  | Christian Légeron                                                                  | France                                 | Les Ventrators                                                              | 15                |
| 76     | Olympisme de Marseille         | 29  | Les Ventrators                 | 27  | Afternoon FC                       | 26  | Cédric Salager                                                                     | France                                 | Les Ventrators                                                              | 9                 |
| 77     | carhaix                        | 28  | fc svinkels                    | 26  | Olympisme de Marseille             | 22  | Samy Foulonneau                                                                    | France                                 | Olympisme de Marseille                                                      | 7                 |
| 78     | US Trets                       | 33  | Les Ventrators                 | 31  | carhaix                            | 27  | Sergo Kiphshidze                                                                   | Géorgie                                | US Trets                                                                    | 14                |
| 79     | Shabrak FC                     | 32  | Tom et Arthur FC               | 28  | ASVAM                              | 27  | Sverre Ibsen                                                                       | Norvège                                | Shabrak FC                                                                  | 13                |
| 80     | ASVAM                          | 30  | Tom et Arthur FC               | 27  | Graindesel                         | 23  | Tanguy Buts                                                                        | Belgique                               | Les Ventrators                                                              | 11                |
| 81     | Graindesel                     | 28  | Shabrak FC                     | 28  | Lardyzoo                           | 23  | 許 (Xu) 庭光 (Tingguang) Roberto Ienea                                             | Taïwan Roumanie                        | Lardyzoo fortetvert                                                         | 11                |
| 82     | OddShot                        | 33  | FC EVANS                       | 32  | fortetvert                         | 29  | Per-Erik Thelander                                                                 | Suède                                  | Shabrak FC                                                                  | 12                |
| 83     | FC Mistral Gagnant             | 31  | OddShot                        | 30  | HastaSiempre - Esperanza           | 21  | Ferenc Sógor                                                                       | Roumanie                               | OddShot                                                                     | 10                |
| 84     | FC Mistral Gagnant             | 28  | Marchombres FC                 | 25  | Les Aigles de Bregille             | 23  | Dubravko Šalamunec Sulayman Awamleh Julián 'Atomic Bomber' Storani Mouss Ehemba    | Croatie Palestine Colombie France      | FC Mistral Gagnant Les Aigles de Bregille Marchombres FC FC Mistral Gagnant | 7                 |

#### Coupe de France
Les meilleures équipes d'un pays sont qualifiées pour la coupe nationale. Le nombre d'équipes qualifiées varient de 128 à 32 768 selon la taille de la ligue, ce qui signifie que les équipes les plus mal classées dans une ligue n'y participent pas : par exemple, dans une ligue comprenant 680 équipes, 512 seront qualifiées pour la Coupe.

##### Principes
- Les matchs sont joués en milieu de semaine (vérifiez les dates pour votre ligue).
- Le premier tour de coupe a toujours lieu la semaine juste avant le premier match de ligue de la nouvelle saison. Les matchs du tour suivant sont décidés juste après les résultats des matchs. Pour le premier tour, les matchs sont aussi décidés une semaine avant le premier tour.
- Les équipes les mieux classées rencontrent systématiquement les équipes les plus mal classées. Le classement des équipes est établi en fonction du classement final en ligue à la fin de la saison précédente. Les équipes qui se déplacent sont toujours les équipes les mieux classées. Les matchs des demi-finales et de la finale se jouent sur un terrain neutre.
- Le classement reste inchangé pendant toute la durée de la coupe, ce qui signifie par exemple que le vainqueur du Championnat la saison précédente est toujours la tête de série numéro 1 (jusqu'à son élimination), quel que soit son classement pour la saison en cours.
- L'équipe qui joue à domicile perçoit 2/3 des revenus liés au match, tandis que l'équipe visiteuse reçoit 1/3. Ceci s'applique à tous les matchs de coupe, sauf pour les demi-finales et la finale dont les revenus sont divisés à parts égales entre les équipes. Autant dire qu'un bon parcours en coupe permet de percevoir une rentrée d'argent intéressante.
- Le vainqueur de la coupe reçoit une prime de 800 000 €, l'autre finaliste reçoit 400 000 € et les équipes vaincues en demi-finale reçoivent chacune 200 000 €. Les équipes vaincues en quart de finale reçoivent 100 000 €, celles vaincues en huitième de finale reçoivent 50 000 €. Cependant, l'intérêt financier est en grande partie lié aux revenus tirés des billets vendus pour les matchs.
- Tous les matchs de Coupe qui voient les équipes à égalité à la fin du temps règlementaire vont aux prolongations et, si cela n'est pas suffisant, à la une séance de tirs au but. Les informations sur la façon de choisir vos tireurs de pénaltys se trouvent dans le chapitre 15. Pendant les prolongations, l'endurance des joueurs devient encore plus importante qu'en seconde mi-temps. Les équipes manquant d'expérience sont plus susceptibles de succomber à la nervosité.

##### Palmarès
| Édition | Saison | Date(s)                             | Vainqueur                                          | Finaliste              | Score              | Stade(s)                                |
| ------- | ------ | ----------------------------------- | -------------------------------------------------- | ---------------------- | ------------------ | --------------------------------------- |
| I       | 11     | 6 décembre 2000 13 décembre 2000    | Auvergne                                           | Lyon                   | 4 – 0 1 – 1        | Auvergne Lyon                           |
| II      | 12     | 28 mars 2001 4 avril 2001           | Lyon                                               | Pays-de-la-Loire       | 2 – 0 1 – 1        | Pays-de-la-Loire Lyon                   |
| III     | 13     | 18 juillet 2001 25 juillet 2001     | Lyon                                               | Aquitaine              | 2 – 0 3 – 0        | Aquitaine Lyon                          |
| IV      | 14     | 7 novembre 2001 14 novembre 2001    | Lyon Bad Boys                                      | Auvergne               | 2 – 0 1 – 0        | Stade Gerland Auvergne                  |
| V       | 15     | 13 mars 2002 20 mars 2002           | Paris et vivan                                     | Nappes Xcutors         | 0 – 2 6 – 1        | I win U lose Paris et vivan Arena       |
| VI      | 16     | 3 juillet 2002 10 juillet 2002      | Nappes Xcutors                                     | Sollet FK              | 2 – 1 3 – 1        | I win U lose Le Nipvall                 |
| VII     | 17     | 23 octobre 2002 30 octobre 2002     | Nappes Xcutors                                     | MacPain's Red Saxons   | 0 – 4 6 – 1        | 肉と骨 (Flesh and Bones) I win U lose   |
| VIII    | 18     | 12 février 2003 19 février 2003     | Venoix                                             | FC Valence             | 2 – 5 5 – 1        | FC Valence Arena Stade Malherbe de Caen |
| IX      | 19     | 18 juin 2003 25 juin 2003           | Nappes Xcutors                                     | Sollet FK              | 3 – 0 0 – 0        | I win U lose Le Nipvall                 |
| X       | 20     | 8 octobre 2003 15 octobre 2003      | Nappes Xcutors                                     | AJ Auxerre             | 2 – 0 1 – 1        | Stade Abbe-Deshamps I win U lose        |
| XI      | 21     | 11 février 2004 18 février 2004     | AJ Auxerre                                         | Sollet FK              | 4 – 0 7 – 0        | Stade Abbe-Deshamps Le Nipvall          |
| XII     | 22     | 2 juin 2004 9 juin 2004             | AJ Auxerre                                         | Soisy Stars            | 4 – 0 4 – 2        | Stade Abbe-Deshamps Soisy Stars Arena   |
| XIII    | 23     | 22 septembre 2004 29 septembre 2004 | Tetef Team                                         | FC Valence             | 2 – 2 1 – 0        | FC Valence Arena Le Parc à Tetef        |
| XIV     | 24     | 12 janvier 2005                     | FC Barentin                                        | AJ Auxerre             | 1 – 0              | Marteaux de Thor Arena                  |
| XV      | 25     | 4 mai 2005                          | Les bourrinus                                      | krazyCows [frfc]       | 4 – 3              | Marteaux de Thor Arena                  |
| XVI     | 26     | 24 août 2005                        | Les Mousquetaires                                  | Krustax                | 5 – 0 (forfait)    | Chagny EC Arena                         |
| XVII    | 27     | 14 décembre 2005                    | Clippers                                           | Tof FC                 | 5 – 1              | Marteaux de Thor Arena                  |
| XVIII   | 28     | 12 avril 2006                       | axium                                              | Bounces                | 3 – 2              | Marteaux de Thor Arena                  |
| XIX     | 29     | 9 août 2006                         | Paris City Grid FC                                 | Les HotDogs            | 2 – 0              | Marteaux de Thor Arena                  |
| XX      | 30     | 22 novembre 2006                    | Tochteam FC                                        | Nizza                  | 7 – 6 (2 – 2 a.p.) | Montreal Olympic Stadium                |
| XXI     | 31     | 14 mars 2007                        | ATLETICO DE MARSEILLE                              | Senla AC               | 11 – 0             | Montreal Olympic Stadium                |
| XXII    | 32     | 4 juillet 2007                      | Real Juventus de Bourrins Internazionale United FC | ATLETICO DE MARSEILLE  | 4 – 1              | Montreal Olympic Stadium                |
| XXIII   | 33     | 24 octobre 2007                     | beppowaaaar                                        | ATLETICO DE MARSEILLE  | 8 – 0              | Colosseum de Nebuka                     |
| XXIV    | 34     | 13 février 2008                     | Kastelin                                           | Camembert FC           | 3 – 0              | Le Coliseum                             |
| XXV     | 35     | 4 juin 2008                         | Kastelin                                           | ASR chez nounou        | 6 – 1              | Le Coliseum                             |
| XXVI    | 36     | 24 septembre 2008                   | ASR chez nounou                                    | Sad Team               | 4 – 2              | Le Coliseum                             |
| XXVII   | 37     | 14 janvier 2009                     | Kastelin                                           | Real Pnar              | 3 – 2              | Le Coliseum                             |
| XXVIII  | 38     | 6 mai 2009                          | Real Pnar                                          | Rioko Owari            | 2 – 1              | Le Coliseum                             |
| XXIX    | 39     | 26 août 2009                        | Real Pnar                                          | crna                   | 4 – 2              | Stade du Croc-en-jambe                  |
| XXX     | 40     | 16 décembre 2009                    | Aliga d'Oc                                         | Pirou plage            | 4 – 2              | rastafaraï Arena                        |
| XXXI    | 41     | 7 avril 2010                        | trollac                                            | La Gravelle            | 2 – 1              | Stade du Croc-en-jambe                  |
| XXXII   | 42     | 28 juillet 2010                     | Figgest City                                       | FC Tourville           | 4 – 3              | Stade du Croc-en-jambe                  |
| XXXIII  | 43     | 17 novembre 2010                    | FC Tourville                                       | WXKYLERS_2031          | 1 – 0              | Stade du Croc-en-jambe                  |
| XXXIV   | 44     | 9 mars 2011                         | FC Tourville                                       | Guillaume Foot 38      | 2 – 1              | Stade du Croc-en-jambe                  |
| XXXV    | 45     | 29 juin 2011                        | RC Vinzos                                          | Sardine Team           | 6 – 2              | Stade du Croc-en-jambe                  |
| XXXVI   | 46     | 19 octobre 2011                     | US MICK                                            | FFGYM                  | 3 – 1              | Stade du Croc-en-jambe                  |
| XXXVII  | 47     | 8 février 2012                      | Tarti Saint Germain                                | winner taco            | 3 – 2              | Stade du 13 juillet                     |
| XXXVIII | 48     | 30 mai 2012                         | RC Vinzos                                          | Fc m'csim              | 5 – 2              | Stade du 13 juillet                     |
| XXXIX   | 49     | 19 septembre 2012                   | Gloria del Boulay                                  | VIVE LE FEU !!!        | 3 – 2ap            | Stade du 13 juillet                     |
| XL      | 50     | 9 janvier 2013                      | SammieTeam                                         | Kerichteam Bib's       | 4 – 1              | Stade du 13 juillet                     |
| XLI     | 51     | 1er mai 2013                        | Girondins de Chambe                                | Olympique Bouchonnois  | 2 – 1              | Stade du 13 juillet                     |
| XLII    | 52     | 21 août 2013                        | FC Ludo Spear                                      | 41 spirit              | 4 – 1              | Stade du 13 juillet                     |
| XLIII   | 53     | 11 décembre 2013                    | Spartak Moncul                                     | FrenchCoastOffense     | 5 – 3              | trou de balle                           |
| XLIV    | 54     | 2 avril 2014                        | U.F Barbezieux-Barret                              | solitude               | 2 – 1              | trou de balle                           |
| XLV     | 55     | 23 juillet 2014                     | RC Tibbs                                           | Aliga d'Oc             | 3 – 2ap            | Stade du 13 juillet                     |
| XLVI    | 56     | 5 novembre 2014                     | el Gringo team                                     | RC Vinzos              | 5 – 2              | Stade du 13 juillet                     |
| XLVII   | 57     | 25 février 2015                     | BoCa JuNiOrS                                       | Souilhe FC             | 2 – 1              | Stade du 13 juillet                     |
| XLVIII  | 58     | 17 juin 2015                        | BoCa JuNiOrS                                       | Les Ventrators         | 3 – 2ap            | The Dome                                |
| XLVIX   | 59     | 7 octobre 2015                      | Us Orléans                                         | Stade_Brestois_29      | 5 – 3              | Stade de la débauche                    |
| L       | 60     | 27 janvier 2016                     | Trevi Squadra                                      | Mirvaux                | 4 – 3              | poulet de bresse aréna                  |
| LI      | 61     | 18 mai 2016                         | FC trufus                                          | *DreamTeam69*          | 1 – 0              | Stade du 13 juillet                     |
| LII     | 62     | 7 septembre 2016                    | Stade_Brestois_29                                  | B.O.D                  | 4 – 3              | Stade du 13 juillet                     |
| LIII    | 63     | 28 décembre 2016                    | RC Béthune                                         | Penhoët                | 2 – 1              | L'écrin                                 |
| LIV     | 64     | 19 avril 2017                       | RC Béthune                                         | Guillaume Foot 38      | 4 – 3              | Stade du 13 juillet                     |
| LV      | 65     | 9 août 2017                         | Pirou plage                                        | Medved                 | 5 – 0              | La Borie                                |
| LVI     | 66     | 29 novembre 2017                    | La Fraternelle                                     | Pirou plage            | 4 – 3              | La Route De L'Espoir                    |
| LVII    | 67     | 21 mars 2018                        | OmyTeam                                            | les saigneurs          | 4 – 1              | Stade du 13 juillet                     |
| LVIII   | 68     | 11 juillet 2018                     | Raptor Frappe Fort                                 | Sebartom F.C.          | 1 – 0              | Stade du 13 juillet                     |
| LIX     | 69     | 31 octobre 2018                     | Fabinou's team                                     | Gwenrann               | 4 – 1              | Stade du Vercors                        |
| LX      | 70     | 20 février 2019                     | Sebartom F.C.                                      | bilk fc                | 2 – 0              | Stade du Vercors                        |
| LXI     | 71     | 12 juin 2019                        | BeatMeDonk                                         | Fabinou's team         | 5 – 2              | Stade du Vercors                        |
| LXII    | 72     | 2 octobre 2019                      | Les chats noars d'Ankh-Morpork                     | Gobelins               | 2 – 1 ap           | Stade du Vercors                        |
| LXIII   | 73     | 22 janvier 2020                     | BeatMeDonk                                         | carhaix                | 2 – 1              | Stade du Vercors                        |
| LXIV    | 74     | 13 mai 2020                         | BeatMeDonk                                         | Gobelins               | 4 – 3              | Stade du Vercors                        |
| LXV     | 75     | 2 septembre 2020                    | AS Nathies                                         | fc svinkels            | 4 – 3              | Stade du Vercors                        |
| LXVI    | 76     | 23 décembre 2020                    | Les Ventrators                                     | Crussade               | 3 – 0              | Stade du Vercors                        |
| LXVII   | 77     | 14 avril 2021                       | Olympisme de Marseille                             | fc svinkels            | 2 – 0              | Les vagabondes à bil Arena              |
| LXVIII  | 78     | 4 août 2021                         | fc svinkels                                        | Shabrak FC             | 4 – 1              | Le gran stade à billes                  |
| LXIX    | 79     | 24 novembre 2021                    | Tom et Arthur FC                                   | Les Ventrators         | 2 – 1              | AS Givré Stadium                        |
| LXX     | 80     | 16 mars 2022                        | LuxPat                                             | FC Mistral Gagnant     | 4 - 3              | AS Givré Stadium                        |
| LXXI    | 81     | 6 juillet 2022                      | Tom et Arthur FC                                   | ocean blue team        | 6 – 1              | AS Givré Stadium                        |
| LXXII   | 82     | 26 octobre 2022                     | OddShot                                            | fortetvert             | 4 – 3              | AS Givré Stadium                        |
| LXXIII  | 83     | 15 février 2023                     | Baltringues GT                                     | Olympique de Carnoules | 2 – 1 ap           | Marre des vols et des tirs de loin      |
| LXXIV   | 84     | 7 juin 2023                         | Caliente Team                                      | football samba         | 5 – 2              | Marre des vols et des tirs de loin      |

### Compétitions internationales

#### Coupe du monde
| Édition | Saison(s) | Lieu               | Part. | Médaille d'or, Coupe du Monde | Médaille d'argent, Coupe du Monde | Médaille de bronze, Coupe du Monde |  |
| I       | 15        | Japon Corée du Sud | 40    | Suède                         | Angleterre                        | États-Unis Finlande                |  |
| II      | 17        | Argentine          | 40    | Suède                         | Pologne                           | États-Unis Norvège                 |  |
| III     | 19        | Pays-Bas           | 40    | Suède                         | Canada                            | Pays-Bas Angleterre                |  |
| IV      | 21        | États-Unis         | 40    | Norvège                       | Suède                             | Roumanie Danemark                  |  |
| V       | 22-23     | Espagne            | 76    | Suède                         | Angleterre                        | Finlande Norvège                   |  |
| VI      | 24-25     | Brésil             | 88    | Suède                         | Écosse                            | Pologne Danemark                   |  |
| VII     | 26-27     | Chine              | 96    | Suède                         | Espagne                           | Pologne Lettonie                   |  |
| VIII    | 28-29     | Allemagne          | 106   | Allemagne                     | Roumanie                          | Espagne Océanie                    |  |
| IX      | 30-31     | Russie             | 112   | Estonie                       | République tchèque                | Hongrie Russie                     |  |
| X       | 32-33     | Portugal           | 114   | Portugal                      | Turquie                           | Estonie Pologne                    |  |
| XI      | 34-35     | Belgique           | 120   | République tchèque            | Ukraine                           | Lettonie Hongrie                   |  |
| XII     | 36-37     | Colombie           | 124   | Russie                        | Grèce                             | Pologne Espagne                    |  |
| XIII    | 38-39     | Grèce              | 124   | Allemagne                     | Danemark                          | Angleterre Espagne                 |  |
| XIV     | 40-41     | Thaïlande          | 124   | Grèce                         | Belgique                          | États-Unis Chili                   |  |
| XV      | 42-43     | Afrique du Sud     | 124   | Norvège                       | Bolivie                           | Suisse Suède                       |  |
| XVI     | 44-45     | Inde               | 124   | Danemark                      | Suède                             | Malaisie Pologne                   |  |
| XVII    | 46-47     | Trinité-et-Tobago  | 128   | Chili                         | Suisse                            | Suède Finlande                     |  |
| XVIII   | 48-49     | Israël             | 128   | Pologne                       | Slovénie                          | Autriche Italie                    |  |
| XIX     | 50-51     | Monténégro         | 128   | Bulgarie                      | Hongrie                           | Russie Roumanie                    |  |
| XX      | 52-53     | Tunisie            | 128   | Finlande                      | Suisse                            | Allemagne Espagne                  |  |
| XXI     | 54-55     | Brésil             | 128   | Chili                         | Suisse                            | Danemark Espagne                   |  |
| XXII    | 56-57     | Andorre            | 128   | Chili                         | Pays-Bas                          | Serbie Turquie                     |  |
| XXIII   | 58-59     | Indonésie          | 128   | Canada                        | Chili                             | Serbie Italie                      |  |
| XXIV    | 60-61     | Estonie            | 128   | Pays-Bas                      | Italie                            | Finlande République tchèque        |  |
| XXV     | 62-63     | France             | 128   | Pays-Bas                      | Russie                            | Pologne Slovénie                   |  |
| XXVI    | 64-65     | Guatemala          | 128   | Italie                        | Hongrie                           | République tchèque Chili           |  |
| XXVII   | 66-67     | Océanie            | 128   | Italie                        | Uruguay                           | Serbie Venezuela                   |  |
| XXVIII  | 68-69     | Lettonie           | 128   | Roumanie                      | Irak                              | Espagne Bulgarie                   |  |
| XXIX    | 70-71     | Croatie            | 128   | Luxembourg                    | Pays-Bas                          | Canada Pologne                     |  |
| XXX     | 72-73     | Bénin              | 128   | Autriche                      | Israël                            | Malte Finlande                     |  |
| XXXI    | 74-75     | Cameroun           | 128   | Chine                         | Iran                              | Danemark Estonie                   |  |
| XXXII   | 76-77     | Irlande            | 128   | Suisse                        | Autriche                          | Turquie Tanzanie                   |  |
| XXXIII  | 78-79     | Venezuela          | 96    | Slovaquie                     | Italie                            | Autriche Roumanie                  |  |
| XXXIV   | 80-81     | Hong Kong          | 96    | Italie                        | Angleterre                        | Moldavie Pakistan                  |  |
| XXXV    | 82-83     | Liechtenstein      | 96    | Argentine                     | Portugal                          | République dominicaine Nigeria     |  |

| Pays                   | Médaille d'or, Coupe du Monde | Médaille d'argent, Coupe du Monde | Médaille de bronze, Coupe du Monde | Total |
| ---------------------- | ----------------------------- | --------------------------------- | ---------------------------------- | ----- |
| Suède                  | 6                             | 2                                 | 2                                  | 10    |
| Italie                 | 3                             | 2                                 | 2                                  | 7     |
| Chili                  | 3                             | 1                                 | 2                                  | 6     |
| Pays-Bas               | 2                             | 2                                 | 1                                  | 5     |
| Norvège                | 2                             | 0                                 | 2                                  | 4     |
| Allemagne              | 2                             | 0                                 | 1                                  | 3     |
| Suisse                 | 1                             | 3                                 | 1                                  | 5     |
| Pologne                | 1                             | 1                                 | 7                                  | 9     |
| Danemark               | 1                             | 1                                 | 4                                  | 6     |
| Russie                 | 1                             | 1                                 | 2                                  | 4     |
| Roumanie               | 1                             | 1                                 | 3                                  | 5     |
| Autriche               | 1                             | 1                                 | 2                                  | 4     |
| République tchèque     | 1                             | 1                                 | 2                                  | 4     |
| Canada                 | 1                             | 1                                 | 1                                  | 3     |
| Grèce                  | 1                             | 1                                 | 0                                  | 2     |
| Portugal               | 1                             | 1                                 | 0                                  | 2     |
| Finlande               | 1                             | 0                                 | 5                                  | 6     |
| Estonie                | 1                             | 0                                 | 2                                  | 3     |
| Bulgarie               | 1                             | 0                                 | 1                                  | 2     |
| Slovaquie              | 1                             | 0                                 | 0                                  | 1     |
| Chine                  | 1                             | 0                                 | 0                                  | 1     |
| Argentine              | 1                             | 0                                 | 0                                  | 1     |
| Luxembourg             | 1                             | 0                                 | 0                                  | 1     |
| Angleterre             | 0                             | 3                                 | 2                                  | 5     |
| Hongrie                | 0                             | 2                                 | 2                                  | 4     |
| Espagne                | 0                             | 1                                 | 6                                  | 7     |
| Turquie                | 0                             | 1                                 | 2                                  | 3     |
| Slovénie               | 0                             | 1                                 | 1                                  | 2     |
| Irak                   | 0                             | 1                                 | 0                                  | 1     |
| Écosse                 | 0                             | 1                                 | 0                                  | 1     |
| Ukraine                | 0                             | 1                                 | 0                                  | 1     |
| Belgique               | 0                             | 1                                 | 0                                  | 1     |
| Bolivie                | 0                             | 1                                 | 0                                  | 1     |
| Uruguay                | 0                             | 1                                 | 0                                  | 1     |
| Israël                 | 0                             | 1                                 | 0                                  | 1     |
| Iran                   | 0                             | 1                                 | 0                                  | 1     |
| États-Unis             | 0                             | 0                                 | 3                                  | 3     |
| Serbie                 | 0                             | 0                                 | 3                                  | 3     |
| Lettonie               | 0                             | 0                                 | 2                                  | 2     |
| Océanie                | 0                             | 0                                 | 1                                  | 1     |
| Malaisie               | 0                             | 0                                 | 1                                  | 1     |
| Venezuela              | 0                             | 0                                 | 1                                  | 1     |
| Malte                  | 0                             | 0                                 | 1                                  | 1     |
| Tanzanie               | 0                             | 0                                 | 1                                  | 1     |
| Moldavie               | 0                             | 0                                 | 1                                  | 1     |
| Pakistan               | 0                             | 0                                 | 1                                  | 1     |
| République dominicaine | 0                             | 0                                 | 1                                  | 1     |
| Nigeria                | 0                             | 0                                 | 1                                  | 1     |

#### Coupe du monde des moins de 21 ans - U21 ( anciennement U20 )
La coupe du monde des moins de 21 ans (U21) regroupe les meilleures équipes de jeunes composées de joueurs de 21 ans et 112 jours maximums. Jusqu'à la 31eme coupe du monde junior, les équipes étaient des équipes U20 (20 ans et 112 jours maximum), mais depuis la 32eme se sont dorénavant des équipes U21 qui participent.
| Édition | Saison(s) | Lieu               | Part. | Médaille d'or, Coupe du Monde | Médaille d'argent, Coupe du Monde | Médaille de bronze, Coupe du Monde |
| I       | 16        | Allemagne          | 40    | Suède                         | Océanie                           | États-Unis Angleterre              |
| II      | 18        | Océanie            | 40    | Suède                         | Angleterre                        | Danemark États-Unis                |
| III     | 20        | Roumanie           | 40    | Roumanie                      | Pologne                           | Estonie Autriche                   |
| IV      | 22        | Égypte             | 40    | Norvège                       | Espagne                           | Pays-Bas Roumanie                  |
| V       | 23-24     | Chili              | 82    | Roumanie                      | Pays-Bas                          | Estonie Allemagne                  |
| VI      | 25-26     | Italie             | 92    | Estonie                       | Espagne                           | États-Unis Allemagne               |
| VII     | 27-28     | Mexique            | 102   | Norvège                       | Autriche                          | Suède Belgique                     |
| VIII    | 29-30     | Israël             | 108   | Suède                         | Estonie                           | Autriche Belgique                  |
| IX      | 31-32     | Malaisie           | 114   | Allemagne                     | Mexique                           | République tchèque Finlande        |
| X       | 33-34     | Pérou              | 118   | Estonie                       | Pologne                           | Suisse Angleterre                  |
| XI      | 35-36     | Finlande           | 122   | Roumanie                      | Espagne                           | Italie Allemagne                   |
| XII     | 37-38     | Kenya              | 124   | Italie                        | France                            | Norvège Belgique                   |
| XIII    | 39-40     | Canada             | 124   | Allemagne                     | Italie                            | Argentine Pays-Bas                 |
| XIV     | 41-42     | Iran               | 124   | Allemagne                     | Hongrie                           | Espagne France                     |
| XV      | 43-44     | Bosnie-Herzégovine | 124   | Belgique                      | Espagne                           | Angleterre Pologne                 |
| XVI     | 45-46     | Pologne            | 124   | Italie                        | Norvège                           | Finlande Kazakhstan                |
| XVII    | 47-48     | Panama             | 128   | Allemagne                     | Pologne                           | Italie France                      |
| XVIII   | 49-50     | Finlande           | 128   | Pays-Bas                      | Belgique                          | Finlande Pologne                   |
| XIX     | 51-52     | Norvège            | 128   | Finlande                      | Suisse                            | Allemagne Autriche                 |
| XX      | 53-54     | Italie             | 128   | Italie                        | Estonie                           | Finlande France                    |
| XXI     | 55-56     | Belgique           | 128   | Norvège                       | Finlande                          | Pologne Slovaquie                  |
| XXII    | 57-58     | Roumanie           | 128   | Allemagne                     | Malte                             | Finlande Oman                      |
| XXIII   | 59-60     | Îles Féroé         | 128   | Pays-Bas                      | Belgique                          | États-Unis Iran                    |
| XXIV    | 61-62     | Côte d'Ivoire      | 128   | Allemagne                     | Chili                             | Angleterre Roumanie                |
| XXV     | 63-64     | Pakistan           | 128   | Suisse                        | Belgique                          | Chili République tchèque           |
| XXVI    | 65-66     | États-Unis         | 128   | Danemark                      | Biélorussie                       | Allemagne Suisse                   |
| XXVII   | 67-68     | Salvador           | 128   | Roumanie                      | Pays-Bas                          | Pologne Colombie                   |
| XXVIII  | 69-70     | Suède              | 128   | Italie                        | Allemagne                         | Espagne Russie                     |
| XXIX    | 71-72     | Kazakhstan         | 128   | États-Unis                    | Italie                            | Irlande République tchèque         |
| XXX     | 73-74     | Bulgarie           | 128   | Allemagne                     | Belgique                          | Espagne États-Unis                 |
| XXXI    | 75-76     | Argentine          | 128   | Allemagne                     | Océanie                           | Italie Iran                        |
| XXXII   | 77-78     | Suisse             | 96    | Espagne                       | Allemagne                         | Irlande Pays-Bas                   |
| XXXIII  | 79-80     | Écosse             | 96    | Chili                         | Hongrie                           | Italie Barbade                     |
| XXXIV   | 81-82     | Ghana              | 96    | Pays-Bas                      | Espagne                           | Barbade Allemagne                  |
| XXXV    | 83-84     | Trinité-et-Tobago  | 96    | Italie                        | Roumanie                          | Égypte Israël                      |

| Pays               | Médaille d'or, Coupe du Monde | Médaille d'argent, Coupe du Monde | Médaille de bronze, Coupe du Monde | Total |
| ------------------ | ----------------------------- | --------------------------------- | ---------------------------------- | ----- |
| Allemagne          | 8                             | 2                                 | 6                                  | 16    |
| Italie             | 5                             | 2                                 | 4                                  | 11    |
| Roumanie           | 4                             | 1                                 | 2                                  | 7     |
| Pays-Bas           | 3                             | 2                                 | 3                                  | 8     |
| Norvège            | 3                             | 1                                 | 1                                  | 5     |
| Suède              | 3                             | 0                                 | 1                                  | 4     |
| Estonie            | 2                             | 2                                 | 2                                  | 6     |
| Espagne            | 1                             | 5                                 | 3                                  | 9     |
| Belgique           | 1                             | 4                                 | 3                                  | 8     |
| Finlande           | 1                             | 1                                 | 5                                  | 7     |
| Suisse             | 1                             | 1                                 | 2                                  | 4     |
| Chili              | 1                             | 1                                 | 1                                  | 3     |
| États-Unis         | 1                             | 0                                 | 5                                  | 6     |
| Danemark           | 1                             | 0                                 | 1                                  | 2     |
| Pologne            | 0                             | 3                                 | 4                                  | 7     |
| Océanie            | 0                             | 2                                 | 0                                  | 2     |
| Angleterre         | 0                             | 1                                 | 4                                  | 5     |
| France             | 0                             | 1                                 | 3                                  | 4     |
| Autriche           | 0                             | 1                                 | 3                                  | 4     |
| Hongrie            | 0                             | 1                                 | 1                                  | 2     |
| Mexique            | 0                             | 1                                 | 0                                  | 1     |
| Malte              | 0                             | 1                                 | 0                                  | 1     |
| Biélorussie        | 0                             | 1                                 | 0                                  | 1     |
| République tchèque | 0                             | 0                                 | 3                                  | 3     |
| Iran               | 0                             | 0                                 | 2                                  | 2     |
| Irlande            | 0                             | 0                                 | 2                                  | 2     |
| Barbade            | 0                             | 0                                 | 2                                  | 2     |
| Argentine          | 0                             | 0                                 | 1                                  | 1     |
| Kazakhstan         | 0                             | 0                                 | 1                                  | 1     |
| Slovaquie          | 0                             | 0                                 | 1                                  | 1     |
| Oman               | 0                             | 0                                 | 1                                  | 1     |
| Colombie           | 0                             | 0                                 | 1                                  | 1     |
| Russie             | 0                             | 0                                 | 1                                  | 1     |
| Égypte             | 0                             | 0                                 | 1                                  | 1     |
| Israël             | 0                             | 0                                 | 1                                  | 1     |

#### Hattrick Masters (Coupe du monde des clubs)
Les Hattricks Masters, compétition en huit tours en élimination directe, réunissent les vainqueurs du championnat et de la coupe de chacune des fédérations. En cas de doublé coupe/championnat, une seule équipe participe.
| Édition | Saison | Date               | Vainqueur                            | Finaliste                      | Score             | Stade                                                         |
| I       | 28     | 23 février 2006    | FC Barentin                          | Skou United                    | 5 – 0             | La Fortaleza Stadium ( Équateur)                              |
| II      | 29     | 15 juin 2006       | The Insane                           | I L.S.F.                       | 2 – 0             | Tweede Kamer ( Pays-Bas)                                      |
| III     | 30     | 5 octobre 2006     | Alberto Garcia                       | Fc Pärtna                      | 4 – 0             | Holstein Stadion ( Allemagne)                                 |
| IV      | 31     | 25 janvier 2007    | Hapoel Nahariya                      | Taj Mahal                      | 4 – 2             | El Monumental de America ( Colombie)                          |
| V       | 32     | 17 mai 2007        | AC Ziky team                         | IFK Ninweborg                  | 5 – 2             | Memorial del Viejo ( Uruguay)                                 |
| VI      | 33     | 6 septembre 2007   | beltxis                              | Jefet's Addiction              | 3 – 1             | Robin Hood Woods ( Suriname)                                  |
| VII     | 34     | 28 décembre 2007   | Romasz                               | spiroezie                      | 2 – 0             | Mračaj arena ( Bosnie-Herzégovine)                            |
| VIII    | 35     | 17 avril 2008      | Zeta                                 | TURKSTRIKERS                   | 4 – 2             | Eder Aleixo de Assis Stadium ( Norvège)                       |
| IX      | 36     | 7 août 2008        | Super_Stars                          | FC Michelndorf                 | 2 – 1             | Don Gino Onofri ( Argentine)                                  |
| X       | 37     | 27 novembre 2008   | beltxis                              | FightClub Football Club        | 7 – 5 (2 – 2tab)  | Metalolom Arena ( Ukraine)                                    |
| XI      | 38     | 19 mars 2009       | Hackers United                       | Innat FC                       | 2 – 1             | Music City Arena ( États-Unis)                                |
| XII     | 39     | 9 juillet 2009     | Erdo                                 | Akris Nijmegen                 | 5 – 3             | Pueblo ( Qatar)                                               |
| XIII    | 40     | 29 octobre 2009    | Craiova Champions                    | Olympique Maraviglia           | 1 – 0             | Wyvern Co Arena ( Algérie)                                    |
| XIV     | 41     | 18 février 2010    | FC Holcim                            | Condenados FC                  | 3 – 2             | Ružomberok Arena ( Slovaquie)                                 |
| XV      | 42     | 10 juin 2010       | Orda Balorda Urbino                  | Dandy de Tazmania              | 3 – 2             | BASTER ( Monténégro)                                          |
| XVI     | 43     | 30 septembre 2010  | Craiova Champions                    | Oravakütid                     | 1 – 0             | Krombacher Arena ( Allemagne)                                 |
| XVII    | 44     | 20 janvier 2011    | FC Wiehlmys                          | P L A Y B O Y S                | 1 – 0             | São Nicolau-DI DEUS Arena ( Cap-Vert)                         |
| XVIII   | 45     | 12 mai 2011        | FC Canniballz                        | Drakonians CF                  | 2 – 1             | ya me he casado adios ( Espagne)                              |
| XIX     | 46     | 1er septembre 2011 | Drakonians CF                        | The Darker Side                | 4 – 2             | The Oil Field ( Canada)                                       |
| XX      | 47     | 22 décembre 2011   | bellamy_bff                          | A.S. Kursaal                   | 2 – 1             | Mehdi Hüseynzadə adına Sumqayıt şəhər stadionu ( Azerbaïdjan) |
| XXI     | 48     | 12 avril 2012      | DEOPS                                | Orda Balorda Urbino            | 3 – 2             | VILLANOS PARK ( Mexique)                                      |
| XXII    | 49     | 2 août 2012        | Big Battle Axe                       | Real Gentbrugge                | 2 – 1             | Стадион Почётных Медоносов ( Azerbaïdjan)                     |
| XXIII   | 50     | 22 novembre 2012   | Mishima Zaibatsu                     | Ditry deeds                    | 3 – 2             | Chuo Kikuu Arena ( Tanzanie)                                  |
| XXIV    | 51     | 14 mars 2013       | Oppostafazione                       | Donja Gorica                   | 4 – 2             | Hampden ( Écosse)                                             |
| XXV     | 52     | 4 juillet 2013     | Cito Palyo                           | Dynamo Sodels FC               | 4 – 2             | The Blue Stain ( Mongolie)                                    |
| XXVI    | 53     | 24 octobre 2013    | WANDER´S F.C.                        | 1982 Niupi                     | 3 – 2             | George_M_Fc Arena ( Grèce)                                    |
| XXVII   | 54     | 13 février 2014    | FC DeRibas                           | Vyborg's Lions                 | 4 – 2             | Kurdstan Arena ( Irak)                                        |
| XXVIII  | 55     | 5 juin 2014        | FC DeRibas                           | The Darker Side                | 5 – 2             | Royal Of $yndicate Park ( Norvège)                            |
| XXIX    | 56     | 25 septembre 2014  | Thought Police's Unfortunate Victory | Trance Masters                 | 3 – 2             | IBONDE II ( Ouganda)                                          |
| XXX     | 57     | 15 janvier 2015    | Snoopeace                            | Hermész                        | 8 – 6 (3 – 3tab)  | T&T_Azon Arena ( Trinité-et-Tobago)                           |
| XXXI    | 58     | 7 mai 2015         | Guapachosos                          | EL Gabrielinio                 | 3 – 2             | Kentucky motor Speedway ( Yémen)                              |
| XXXII   | 59     | 27 août 2015       | Akihabara Tigers                     | Sūnu Ciema Zēni                | 4 – 3             | Dogs Tale ( Nouvelle-Zélande)                                 |
| XXXIII  | 60     | 21 décembre 2015   | Wild Oscar                           | Manchester United Red Devils   | 4 – 2             | Santiago de Netz ( Autriche)                                  |
| XXXIV   | 61     | 7 avril 2016       | Prinskorv FC                         | Wonderbolts                    | 4 – 0             | David Nilsson ( Canada)                                       |
| XXXV    | 62     | 28 juillet 2016    | Be Champions FC                      | Manchester United Red Devils   | 4 – 3             | We Can ( Iran)                                                |
| XXXVI   | 63     | 17 novembre 2016   | Ancient Wolves                       | Charging Bulls                 | 10 – 9 (3 – 3tab) | Tocando las Puertas del Cielo ( Nicaragua)                    |
| XXXVII  | 64     | 9 mars 2017        | Dandy de Tazmania 2                  | REAL MADRID C.F                | 5 – 3 (2 – 2tab)  | professor samii ( Iran)                                       |
| XXXVIII | 65     | 29 juin 2017       | EL BONCHE                            | FC Underhill Village           | 6 – 1             | Zandalari Arena ( Kenya)                                      |
| XXXIX   | 66     | 19 octobre 2017    | Broscute                             | ACN Fiorentina                 | 7 – 2             | St. Andrew's ( Ukraine)                                       |
| XL      | 67     | 8 février 2018     | Broscute                             | Bunga Bangladesh               | 3 – 0             | Fc Shahin Arena ( Iran)                                       |
| XLI     | 68     | 31 mai 2018        | Mahatma Memorial                     | F13 Sancho DeLUXe              | 3 – 1             | Langenzenner Löwen Arena ( Sénégal)                           |
| XLII    | 69     | 20 septembre 2018  | Uthaugen IF                          | Leaders_                       | 3 – 2 ap          | The Abusement Park ()                                         |
| XLIII   | 70     | 10 janvier 2019    | Leaders_                             | Laniakea                       | 4 – 1             | Olimpic Arena ( Bolivie)                                      |
| XLIV    | 71     | 2 mai 2019         | Spentrup IF                          | De Rodenburcht                 | 2 – 1 ap          | Valhalla ( Comores)                                           |
| XLV     | 72     | 22 août 2019       | St.Paul United F.C                   | Spentrup IF                    | 5 – 3 ap          | The Bloated Dome ( Écosse)                                    |
| XLVI    | 73     | 12 décembre 2019   | De Rodenburcht                       | Koren's Kanoos                 | 2 – 1             | Guarulhos ( Brésil)                                           |
| XLVII   | 74     | 2 avril 2020       | Corinthians Moçambique               | RollingDice                    | 2 – 0             | Bouhajla Stadium F007 ( Tunisie)                              |
| XLVIII  | 75     | 23 juillet 2020    | Gretna                               | Rejnstrup Utd                  | 4 – 0             | Reactor Arena ( Luxembourg)                                   |
| XLIX    | 76     | 12 novembre 2020   | Caesar Spor II                       | Fc Guerez                      | 4 – 2             | Áit Te ( Cameroun)                                            |
| L       | 77     | 4 mars 2021        | UnicoGrandeAmore                     | Los sureños (mendruguillos II) | 2 – 1             | Biljanini Izvori ( Macédoine du Nord)                         |
| LI      | 78     | 24 juin 2021       | Comandante Ernesto "Che" Guevara B   | Meerkats Athletic              | 3 – 2             | The Bloated Dome ( Écosse)                                    |
| LII     | 79     | 14 octobre 2021    | Smokinglirarna                       | Vijayapura Vipers              | 1 – 0             | northmen Arena ( Canada)                                      |
| LIII    | 80     | 3 février 2022     | Gui&Gon                              | Los sureños (mendruguillos II) | 4 – 2             | Arena Rudolf Francl ( Slovénie)                               |
| LIV     | 81     | 26 mai 2022        | DarthFenuz                           | imparartenia                   | 7 – 6 (2 – 2tab)  | Reactor Arena ( Luxembourg)                                   |
| LV      | 82     | 15 septembre 2022  | FC Naamakala                         | ZIUL F.C.                      | 5 – 4             | El Campeador Arena ( Malte)                                   |
| LVI     | 83     | 5 janvier 2023     | ACN Fiorentina                       | HaDaR                          | 4 - 2             | Janitoria Castle ( Yémen)                                     |

| Pays                   | Vainqueur | Finaliste | Total |
| ---------------------- | --------- | --------- | ----- |
| Italie                 | 3         | 5         | 8     |
| Suède                  | 3         | 3         | 6     |
| Roumanie               | 3         | 0         | 3     |
| Norvège                | 3         | 0         | 3     |
| Finlande               | 3         | 0         | 3     |
| Pologne                | 2         | 1         | 3     |
| Ukraine                | 2         | 1         | 3     |
| Venezuela              | 2         | 0         | 2     |
| Angleterre             | 2         | 0         | 2     |
| Guatemala              | 2         | 0         | 2     |
| Suisse                 | 2         | 0         | 2     |
| Yémen                  | 2         | 0         | 2     |
| Belgique               | 1         | 3         | 4     |
| Pays-Bas               | 1         | 3         | 4     |
| Danemark               | 1         | 3         | 4     |
| Estonie                | 1         | 2         | 3     |
| Hongrie                | 1         | 2         | 3     |
| Israël                 | 1         | 1         | 2     |
| Espagne                | 1         | 1         | 2     |
| Chine                  | 1         | 1         | 2     |
| Lituanie               | 1         | 1         | 2     |
| Bulgarie               | 1         | 1         | 2     |
| Mozambique             | 1         | 0         | 1     |
| France                 | 1         | 0         | 1     |
| Japon                  | 1         | 0         | 1     |
| Singapour              | 1         | 0         | 1     |
| Pakistan               | 1         | 0         | 1     |
| République tchèque     | 1         | 0         | 1     |
| Hong Kong              | 1         | 0         | 1     |
| Grèce                  | 1         | 0         | 1     |
| Colombie               | 1         | 0         | 1     |
| Chili                  | 1         | 0         | 1     |
| Inde                   | 1         | 0         | 1     |
| République dominicaine | 1         | 0         | 1     |
| Irlande du Nord        | 1         | 0         | 1     |
| Barbade                | 1         | 0         | 1     |
| Sénégal                | 1         | 0         | 1     |
| Arabie saoudite        | 1         | 0         | 1     |
| Nicaragua              | 1         | 0         | 1     |
| Russie                 | 0         | 3         | 3     |
| Chypre                 | 0         | 3         | 3     |
| Bénin                  | 0         | 3         | 3     |
| Afrique du Sud         | 0         | 2         | 2     |
| Turquie                | 0         | 2         | 2     |
| Lettonie               | 0         | 2         | 2     |
| Luxembourg             | 0         | 2         | 2     |
| Autriche               | 0         | 1         | 1     |
| Portugal               | 0         | 1         | 1     |
| Monténégro             | 0         | 1         | 1     |
| Bolivie                | 0         | 1         | 1     |
| Bangladesh             | 0         | 1         | 1     |
| Brésil                 | 0         | 1         | 1     |
| Slovénie               | 0         | 1         | 1     |
| Nigeria                | 0         | 1         | 1     |
| Viêt Nam               | 0         | 1         | 1     |
| Australie              | 0         | 1         | 1     |
| Brunei                 | 0         | 1         | 1     |